# Björn-Erik Sundqvist
Björn-Erik (Böni) Sundqvist, född 5 mars 1988 i Jakobstad, är en finländsk fotbollsspelare.
Sundqvist har under sin karriär representerat Tipsligalaget FF Jaro i ett antal matcher, ett lag han tog plats i vid 16 års ålder och fick spela i första ligamatchen vid 17 års ålder. Han lämnade den FF Jaro den 25 februari 2011 och skrev på ett tvåårskontrakt med option för ytterligare ett år för svenska Umeå FC. Den 22 mars 2012 meddelade Umeå FC att man i samförstånd med Sundqvist bryter kontraktet från och med den 31 mars.
Den 30 mars gick Vasabladet ut med att Sundqvist skrivit på för det finländska division 2-laget Vasa IFK.
Sundqvist har även representerat Finlands U17-landslag i ett antal matcher.